# Dacia Sandrider
La Dacia Sandrider è un buggy da competizione costruita dalla casa automobilistica Dacia insieme alla Prodrive dal 2024 per partecipare a varie competizioni nell'ambito del rally raid, tra le quali il Rally Dakar e il campionato mondiale di rally raid.

## Caratteristiche

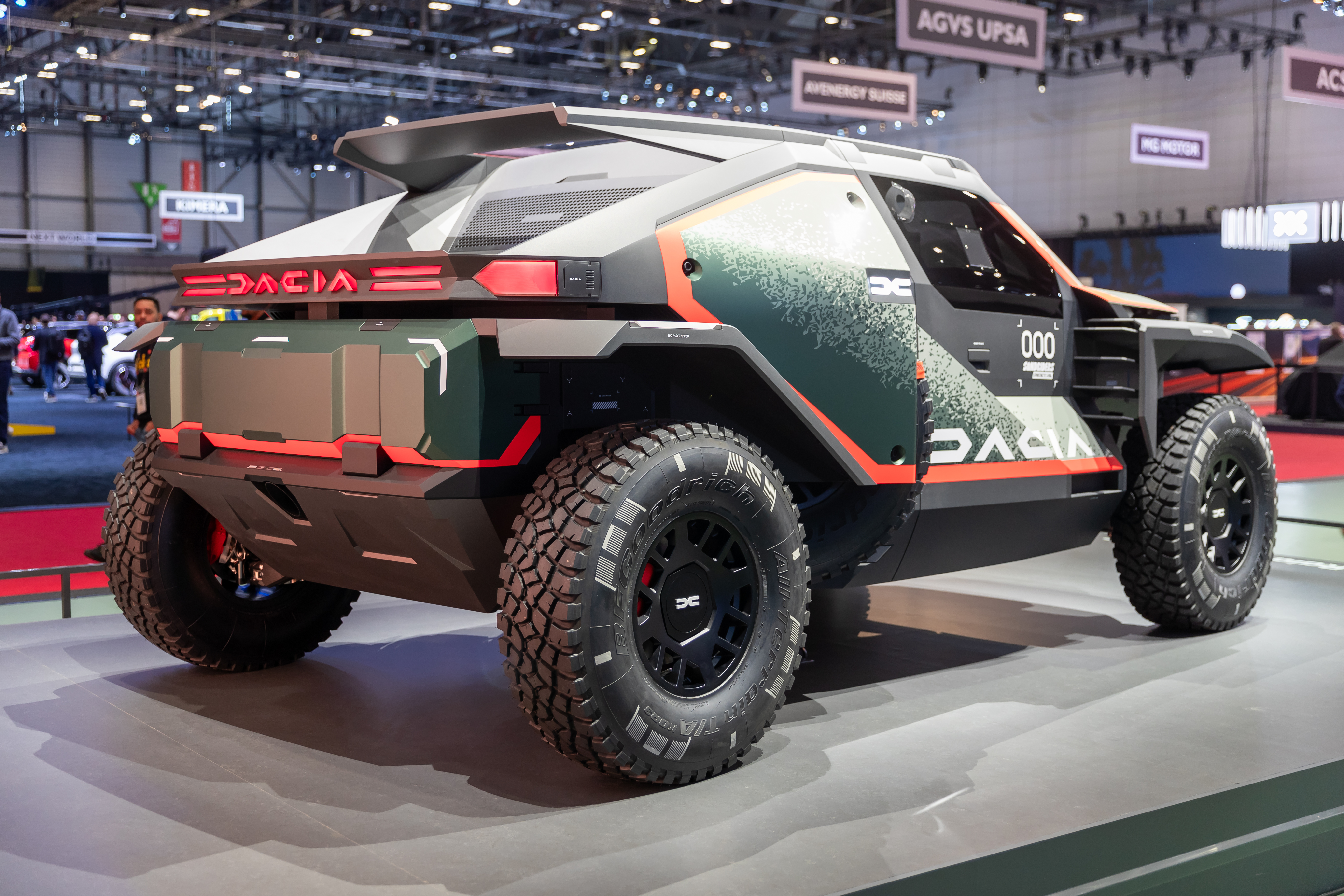
La Dacia Sandrider al Salone dell'automobile di Ginevra 2024

La Dacia Sandrider è basata sulla concept car SUV Dacia Manifesto, ma tecnicamente è stata sviluppata dalla Prodrive insieme a Renault e Dacia usando come base la precedente Prodrive Hunter. A differenza della Hunter, la Sandrider ha, tra le altre cose, un nuovo motore derivato dalla Nissan Z e messo a punto dagli ingegneri della Alpine, un nuovo telaio e sospensioni, nonché una carrozzeria ridisegnata. Essa è costituita da una carrozzeria in carbonio su un telaio tubolare con controtelaio rinforzato, ammortizzatori rinforzati con 350 mm di escursione e sospensioni a doppio braccio oscillante. Ha un cambio sequenziale a 6 marce e trazione integrale permanente; monta pneumatici su 37×12,5 R17 BF Goodrich.
È alimentata da un carburante sintetico sviluppato appositamente da Aramco.

## Carriera agonistica
La vettura ha debuttato ufficialmente al Rallye du Maroc 2024, vincendolo. Nella stessa gara hanno partecipato con la stessa vettura anche il francese Sébastien Loeb e la spagnola Cristina Gutiérrez, classificatisi rispettivamente secondo e ottantaduesima.